# 화도 백귀야행
《화도 백귀야행》(画図百鬼夜行 가즈햐끼야코[*])은 1776년에 간행된 도리야마 세키엔의 요괴 화집이다.
〈음 전편〉(前篇陰), 〈양 전편〉(前篇陽), 〈풍 전편〉(前篇風)의 3장으로 구성되어 있는데, 후편들은 존재하지 않는다.
제목 "백귀야행"이란 본래 요괴들이 집단으로 날뛰는 모습을 가리키는 것으로, 무로마치 시대의 《백귀야행 회권》에서는 말 그대로 여러 요괴들이 한꺼번에 그려져 있지만, 《화도 백귀야행》은 한 페이지에 요괴 하나씩, 요괴의 명칭을 함께 기재했다. 마치 "요괴 도감" 과 같은 형식이다.
제목의 "화도"(画図)를 일본어로 어떻게 읽을지 "가즈" "에즈" "가토" 등 설이 분분하지만 정설은 없다. 일본의 국문학자 다카다 마모루는 "가즈"를 권장하고 있다.

## 수록된 요괴 일람

### 음 전편

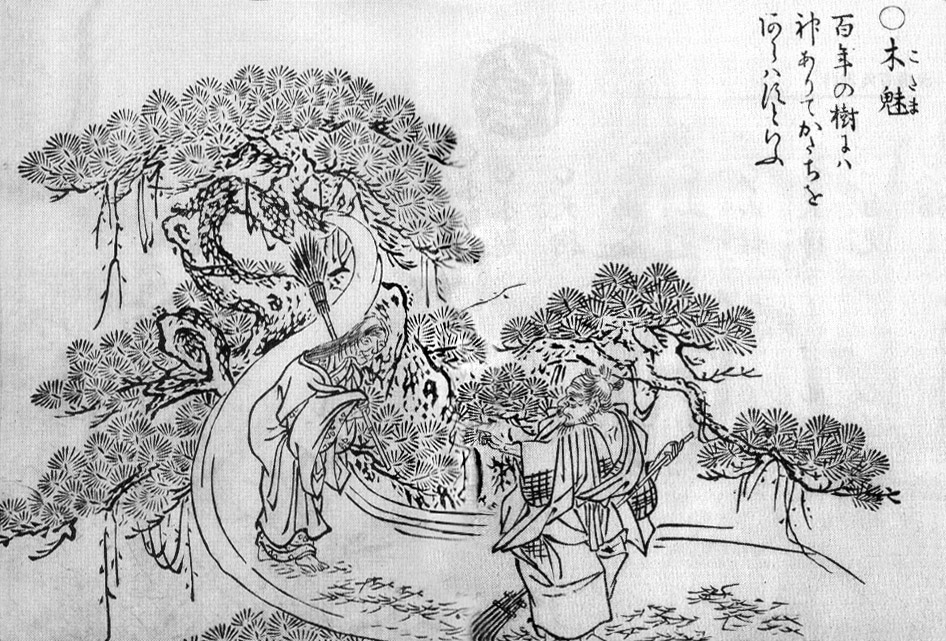
목매(고다마)
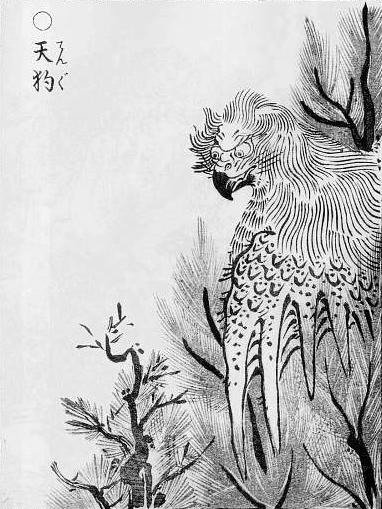
천구(텐구)
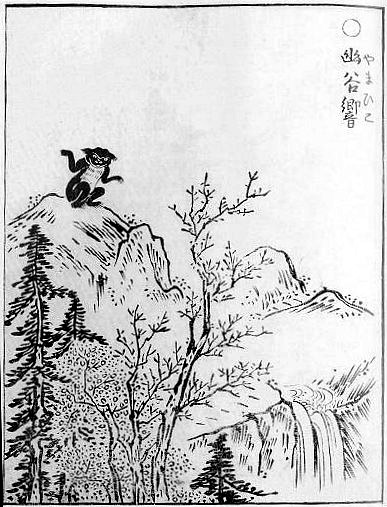
유곡향(야마비코)
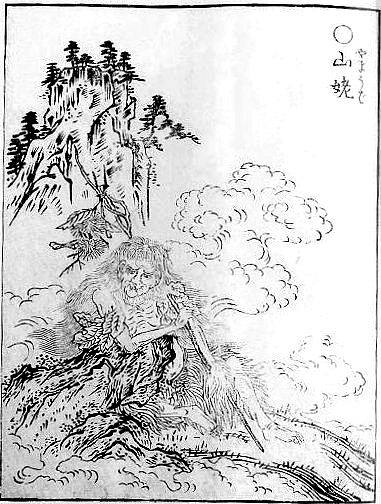
산모(야마우바)
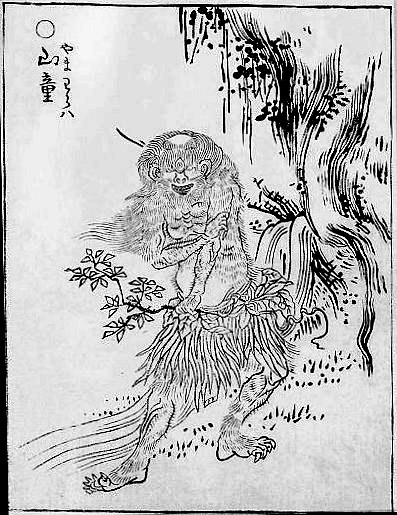
산동(야마와로)
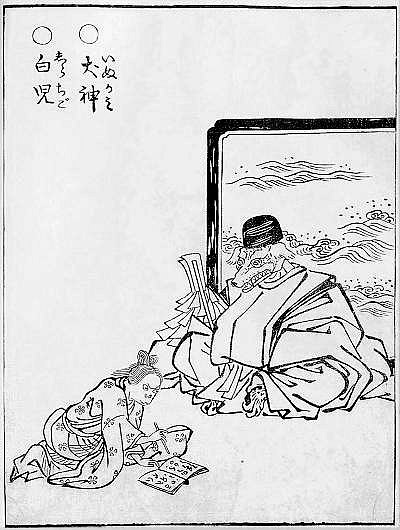
견신(이누가미)
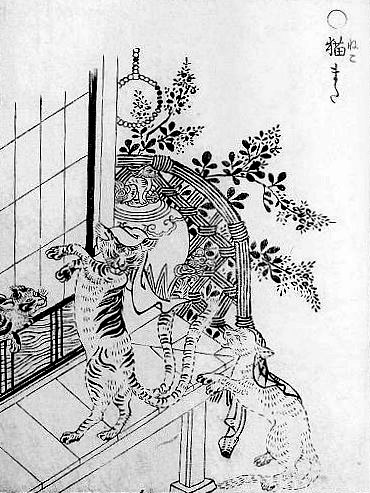
묘우(네코마타)
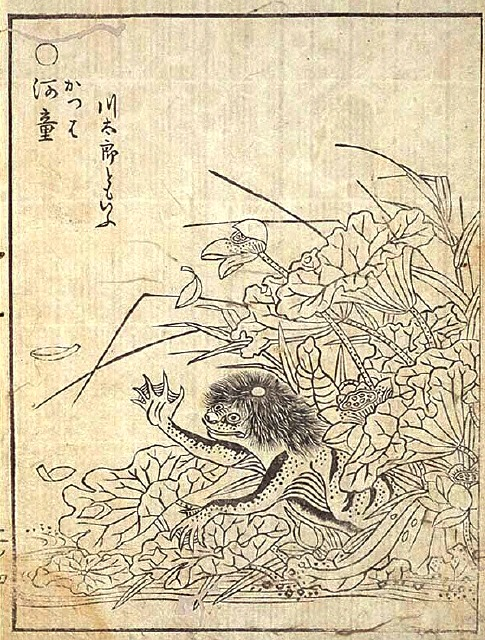
하동(갓파)
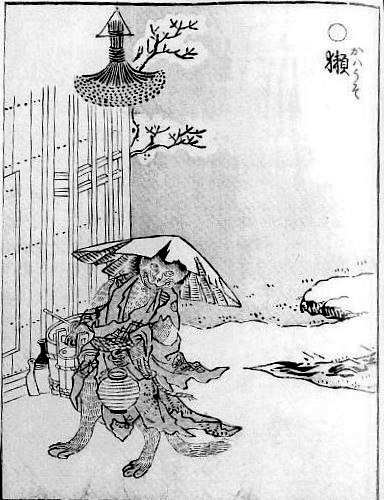
수달(가와우소)
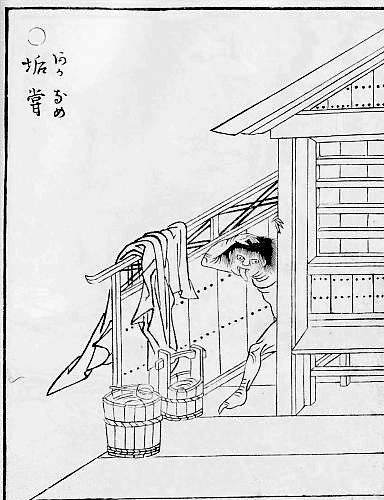
구상(아카나메)
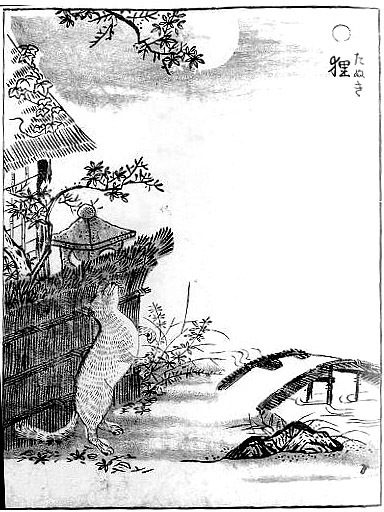
너구리(다누키)
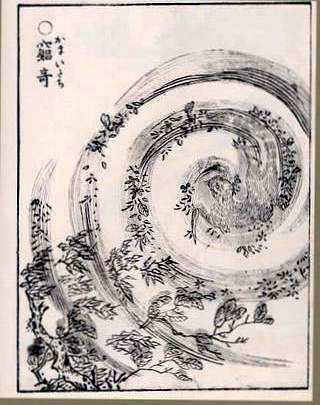
낫족제비(가마이타치)
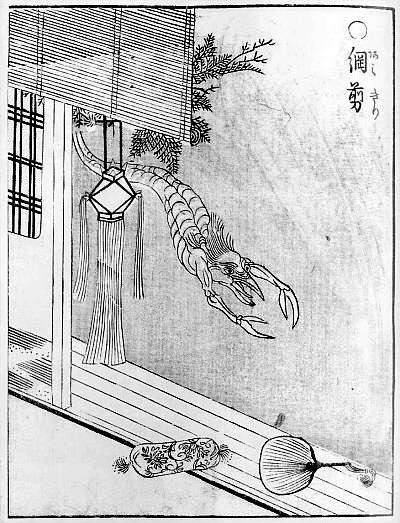
망전(아미키리)
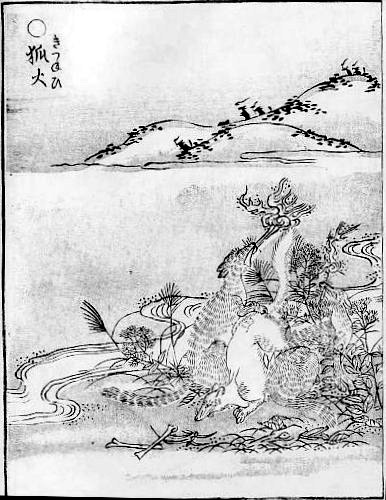
여우불(기쓰네비)

### 양 전편

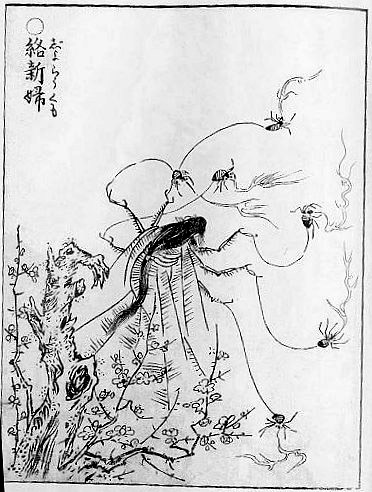
낙신부(조로구모)
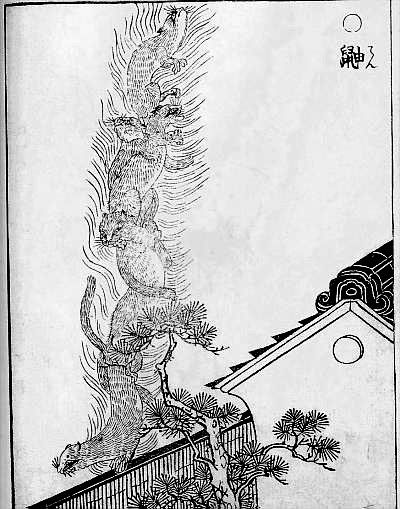
산달(덴)
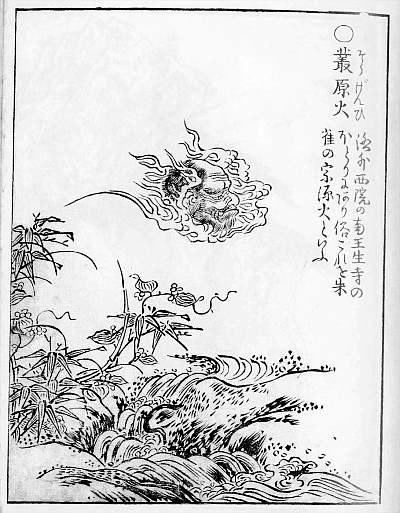
총원불(소겐비)
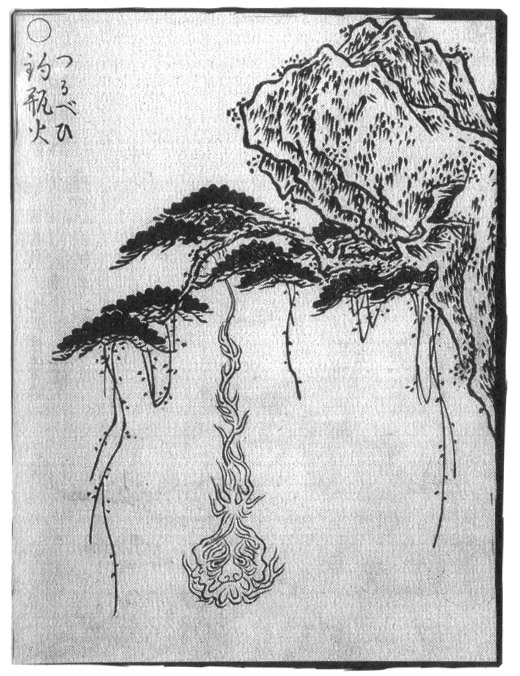
두레박불(쓰루베비)
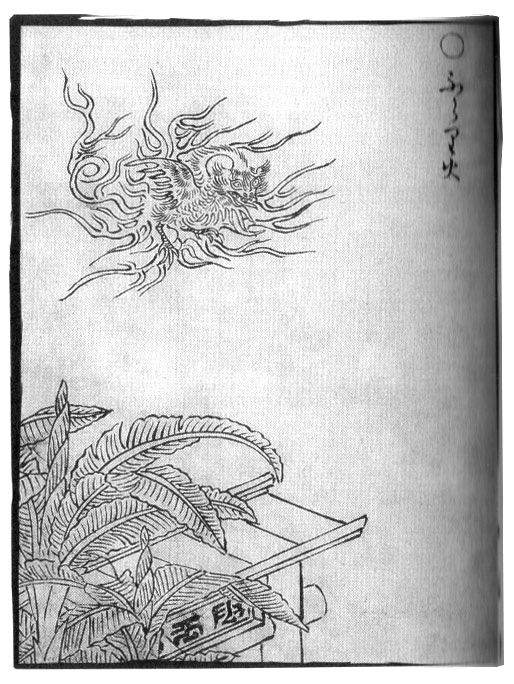
흔들불(후라리비)
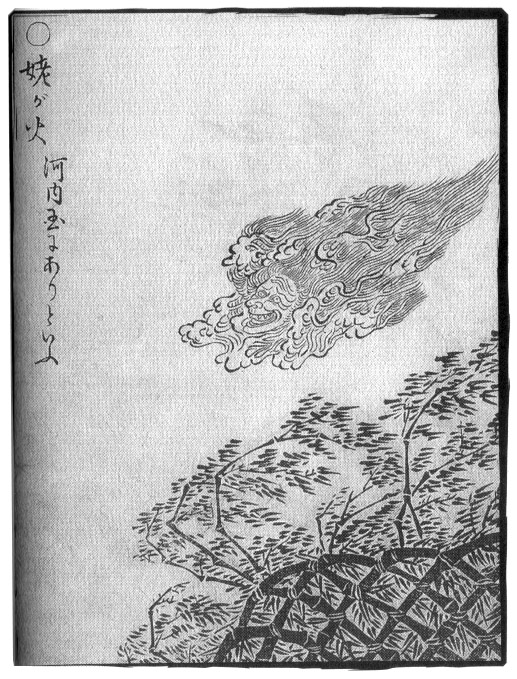
할머니불(우바가비)
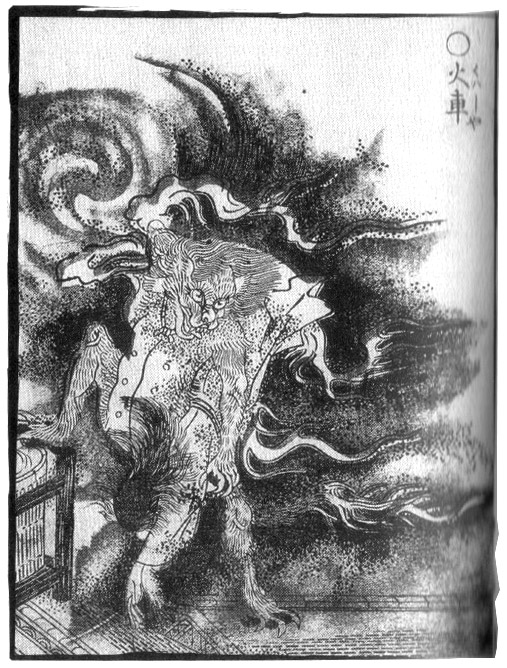
화차(가샤)
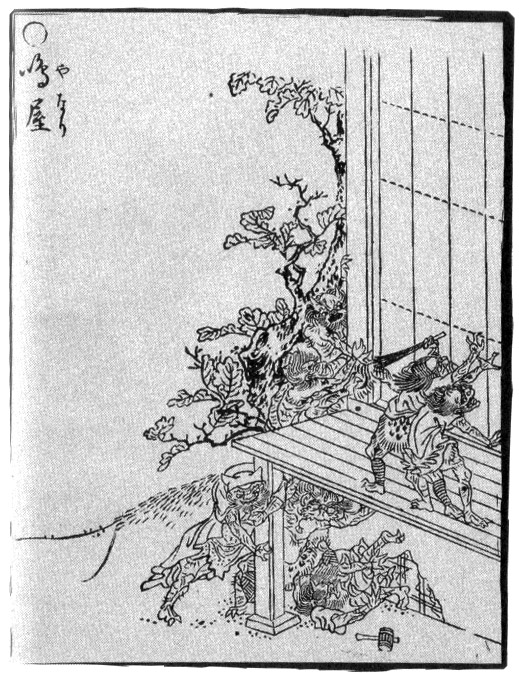
야나리
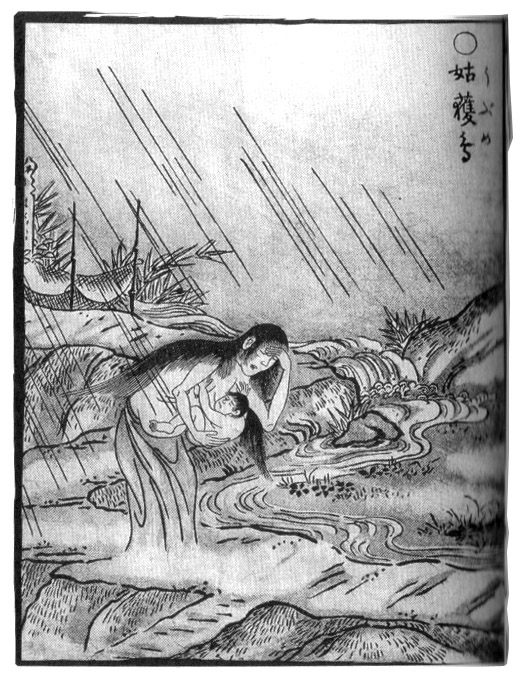
고획조(우부메)
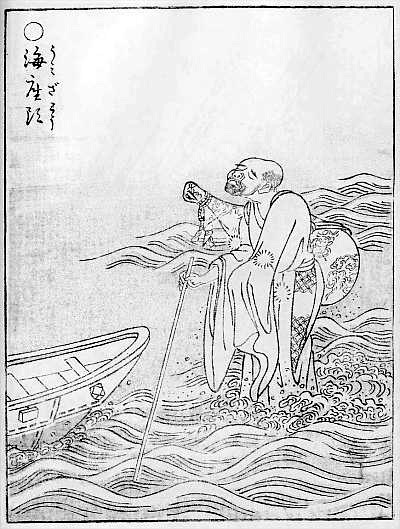
해좌두(우미자토)
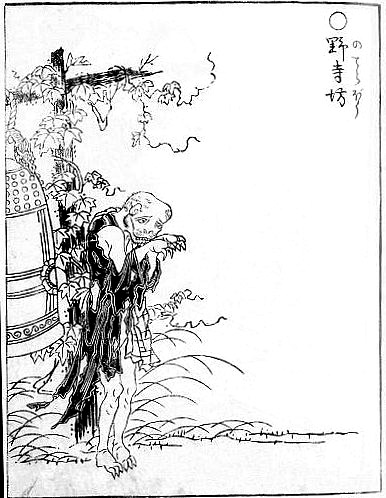
노데라보우
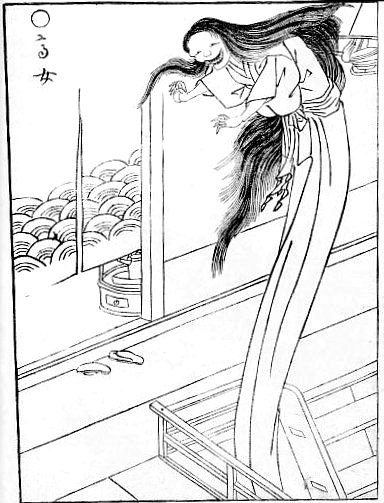
고녀(다카온나)
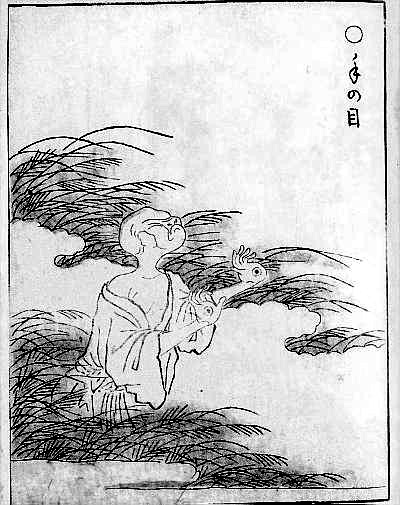
수목(데노메)
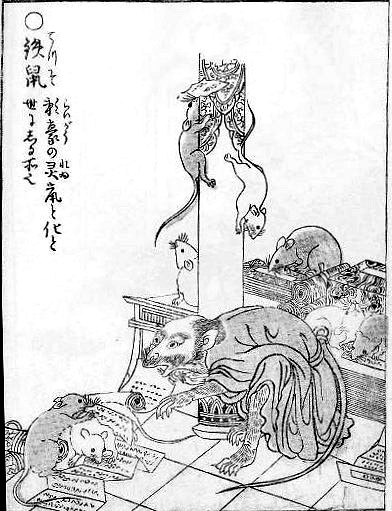
철서(뎃소)
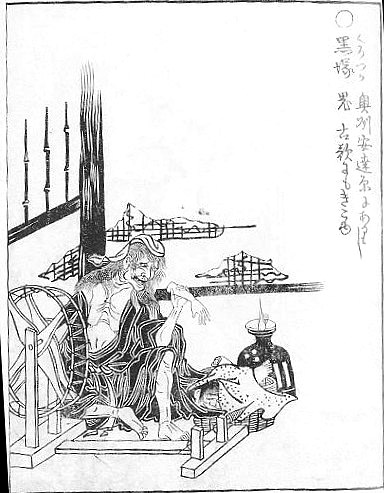
흑총(구로즈카)
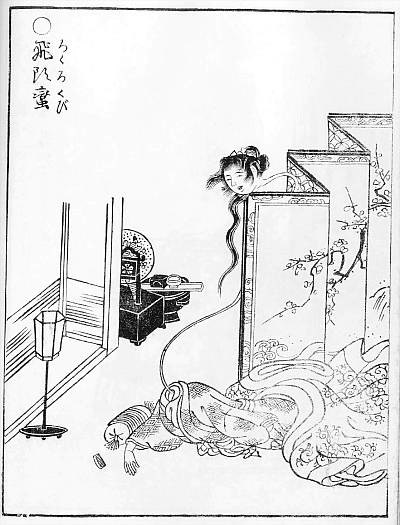
비두만(로쿠로쿠비)
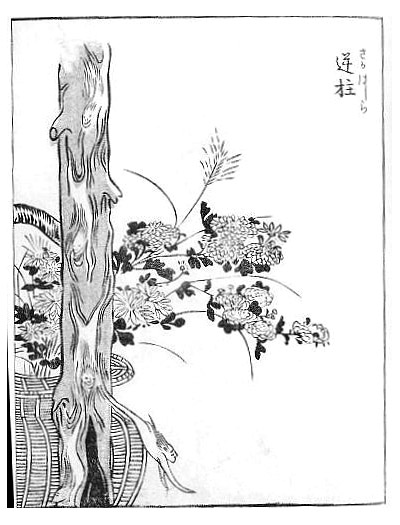
역주(사카바시라)
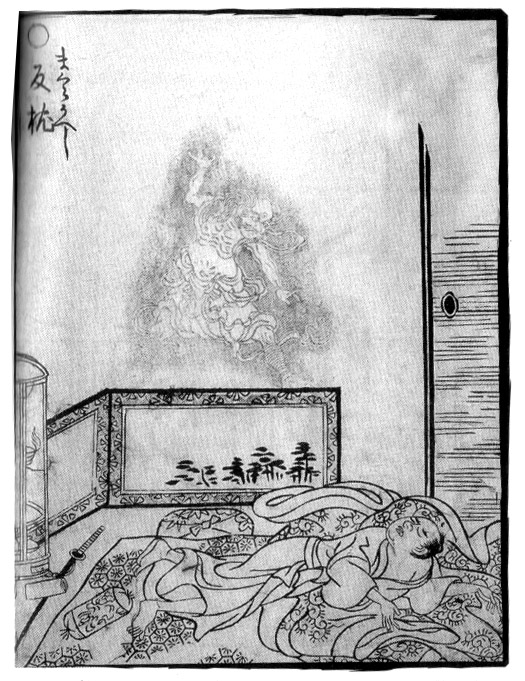
반침(마쿠라가에시)
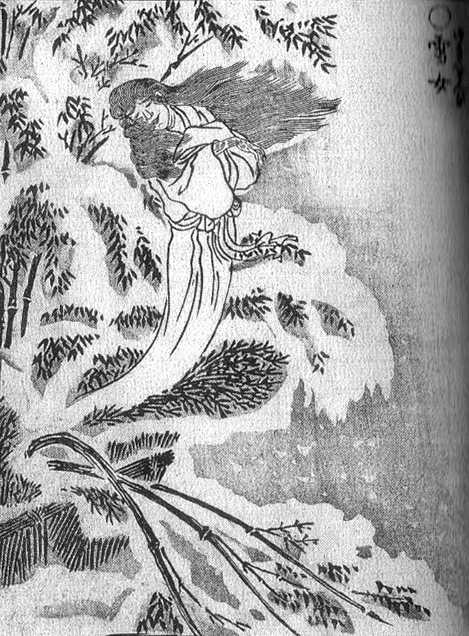
설녀(유키온나)
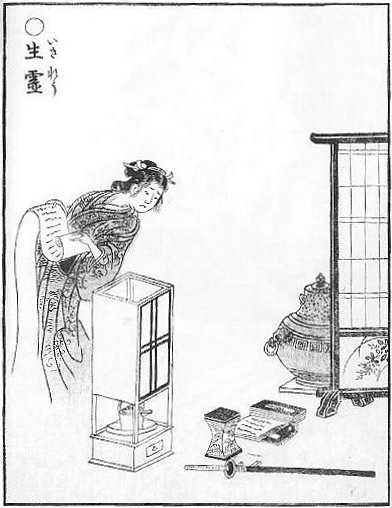
생령(이키료)
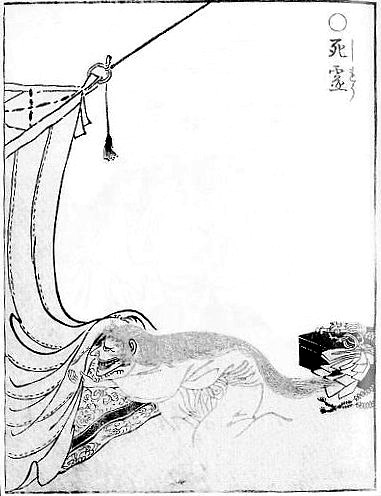
사령(시료)
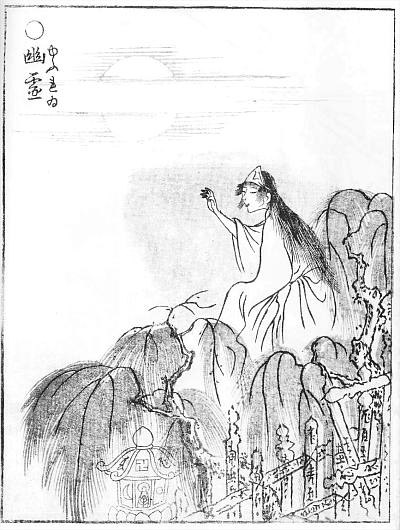
유령(유레이)

### 풍 전편

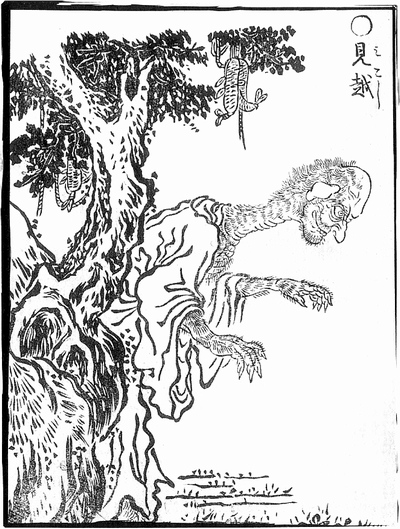
견월(미코시)
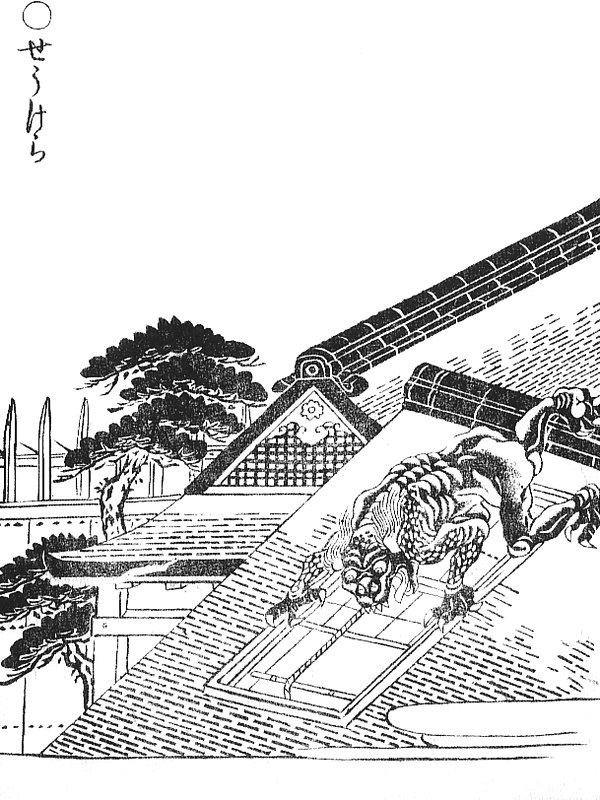
쇼케라
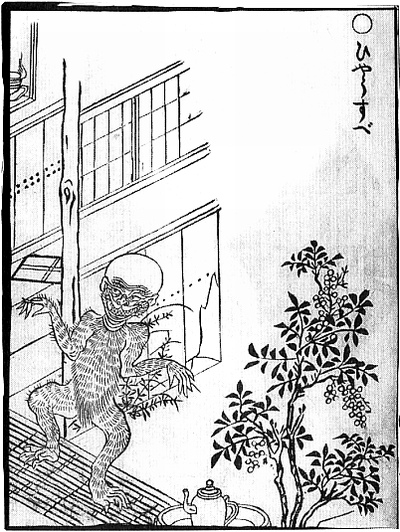
효스베
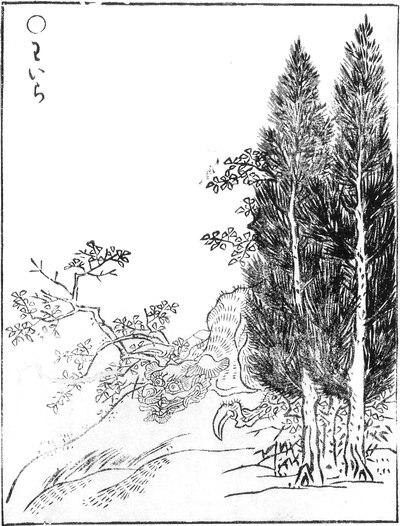
가이라
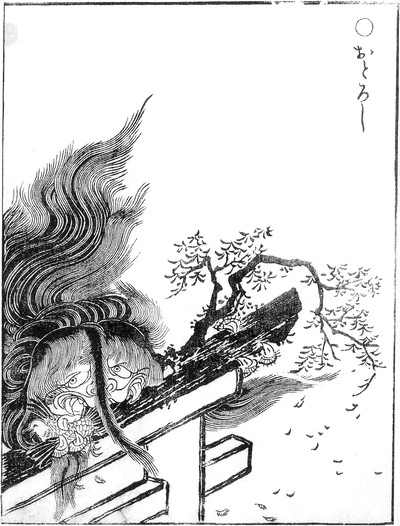
오토로시
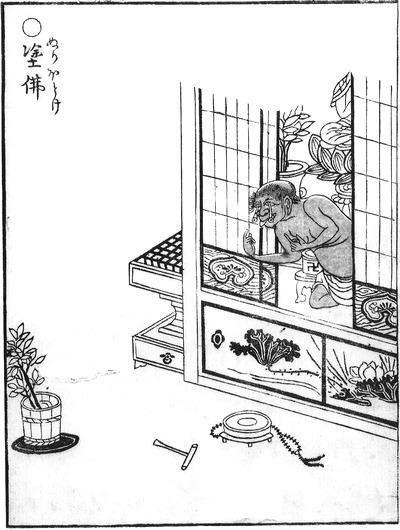
도불(누리보토케)
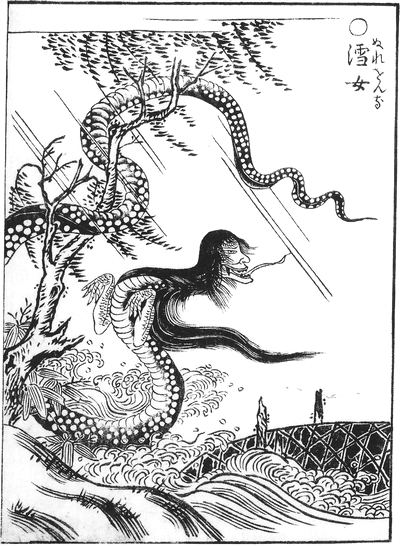
유녀(누레온나)
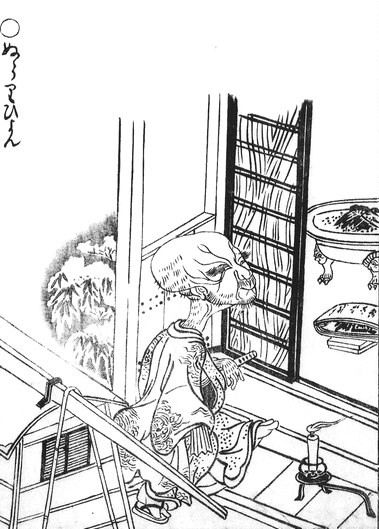
누라리횬
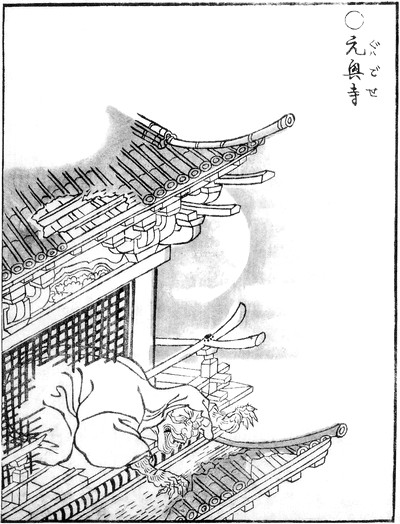
원흥사(가고제)
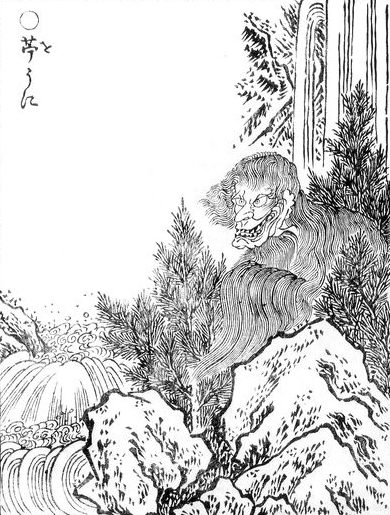
오우니
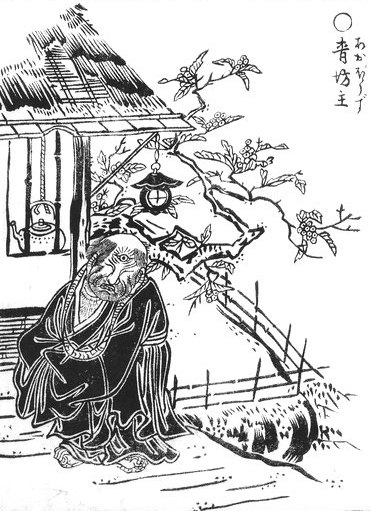
청방주(아오보즈)
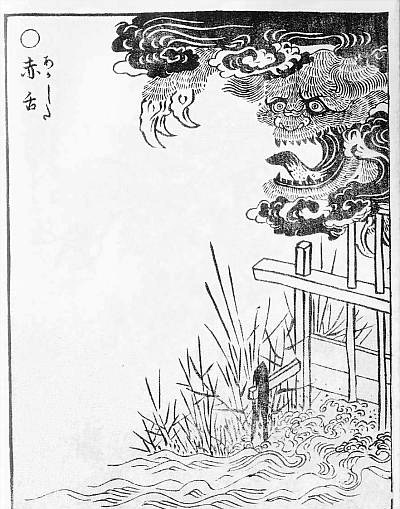
적설(아카시타)
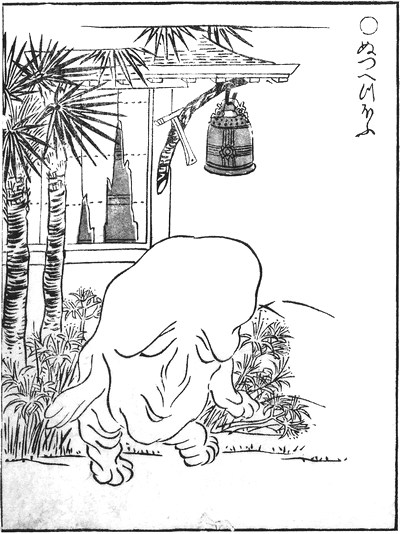
눕페후호후
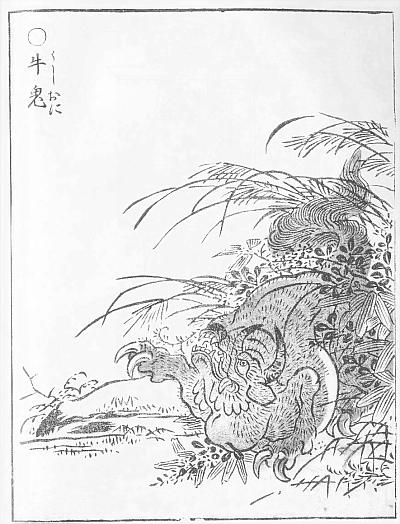
우귀(우시오니)
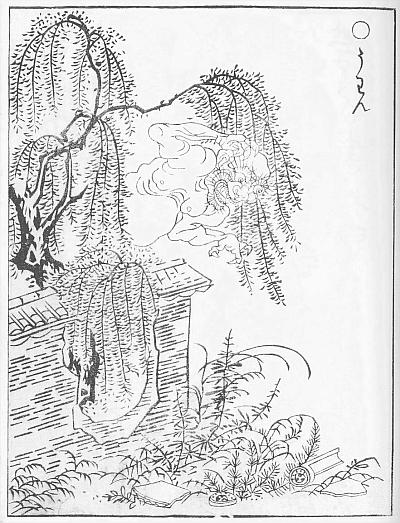
우완